# Kleiderfabrik Stern

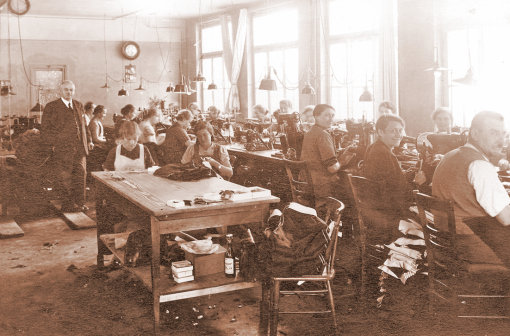
Kleiderfabrik Stern

Die Kleiderfabrik Stern in Horb am Neckar, einer Stadt im Landkreis Freudenstadt in Baden-Württemberg, wurde von Lippmann Stern (5. Mai 1847 – 1. Januar 1937) aus Niederstetten gegründet. 
Der Betrieb entwickelte sich von einem Herrenkleider- und Tuchgeschäft auf dem Marktplatz zu einer florierenden Kleiderfabrik in der Mühlener Straße. Sie war nach der Seifenfabrik Gideon der zweitgrößte Arbeitgeber in Horb.
Der Firmengründer engagierte sich in der noch kleinen, neu gegründeten jüdischen Gemeinde in Horb.
Der letzte Inhaber und Geschäftsführer, Siegfried Stern (* 1. Dezember 1872 in Horb), wurde im Vernichtungslager Treblinka ermordet.